# Do It Again (Steve Aoki e Alok)
Do It Again è un singolo del DJ statunitense Steve Aoki e del DJ brasiliano Alok, pubblicato il 19 aprile 2019 come terzo estratto dal sesto album in studio di Aoki Neon Future IV.

## Descrizione
Il brano rappresenta un omaggio all'omonimo singolo dei The Chemical Brothers e presenta sonorità più distorte ed elettroniche grazie all'impiego di bassi e percussioni.

## Video musicale
Il videoclip, diretto da Reece Charchol e girato in animazione, mostra il duo compiere viaggi psichedelici attraverso realtà alternative e lottare contro un'entità aliena travestita da coniglio.

## Tracce
Download digitale
1. Do It Again – 2:56

Download digitale – Beatport
1. Do It Again (Extended Mix) – 3:56